# 美女放談
『美女放談』（びじょほうだん）は、2009年4月2日から2010年3月25日までテレビ東京で放送されていたハロー!プロジェクトメンバー出演のトーク番組である。アップフロントワークスの一社提供。
同年3月末の『よろセン!』携帯サイトで放送開始が告知された。
テレビ大阪でも5日遅れ・スポンサードネットで放送されていた。また、テレビ北海道でも194日遅れで放送されていた。

## 概要
この番組では、主にハロー!プロジェクトのメンバーが人生の先輩となる女性と対談し、恋愛・仕事・人生について語り合う中で、自分を見つめ直すきっかけを探し、生きるヒントを見つけるというのがコンセプトとなっている。但し、出演するのは現在ハロプロに所属するメンバーのみならず、2009年3月31日に卒業したメンバーも含まれている。

## 放送日・対談相手
| 各回 | 放送日 （テレビ東京） | 放送日 （テレビ大阪） | 放送日 （テレビ北海道） | ナビゲーター                              | 対談相手                                                                     |
| ---- | --------------------- | --------------------- | ----------------------- | ----------------------------------------- | ---------------------------------------------------------------------------- |
| 1    | 2009年4月2日          | 2009年4月7日          | 2009年10月13日          | 高橋愛 （モーニング娘。）                 | 細川佳代子 （NPO法人勇気の翼インクルージョン2015理事長、細川護熙元首相夫人） |
| 2    | 2009年4月9日          | 2009年4月14日         | 2009年10月20日          | 高橋愛 （モーニング娘。）                 | 細川佳代子 （NPO法人勇気の翼インクルージョン2015理事長、細川護熙元首相夫人） |
| 3    | 2009年4月16日         | 2009年4月21日         | 2009年10月27日          | 石川梨華                                  | 石井幹子 （照明デザイナー）                                                  |
| 4    | 2009年4月23日         | 2009年4月28日         | 2009年11月3日           | 石川梨華                                  | 石井幹子 （照明デザイナー）                                                  |
| 5    | 2009年4月30日         | 2009年5月5日          | 2009年11月10日          | 鈴木愛理 （℃-ute）                        | 鳩山幸 （ライフコーディネーター、鳩山由紀夫元首相夫人）                      |
| 6    | 2009年5月7日          | 2009年5月12日         | 2009年11月17日          | 鈴木愛理 （℃-ute）                        | 鳩山幸 （ライフコーディネーター、鳩山由紀夫元首相夫人）                      |
| 7    | 2009年5月14日         | 2009年5月19日         | 2009年11月24日          | 真野恵里菜                                | キャシー中島 （タレント）                                                    |
| 8    | 2009年5月21日         | 2009年5月26日         | 2009年12月1日           | 真野恵里菜                                | キャシー中島 （タレント）                                                    |
| 9    | 2009年5月28日         | 2009年6月2日          | 2009年12月8日           | 嗣永桃子・菅谷梨沙子 （Berryz工房）       | 湯川れい子 （音楽評論家）                                                    |
| 10   | 2009年6月4日          | 2009年6月9日          | 2009年12月15日          | 嗣永桃子・菅谷梨沙子 （Berryz工房）       | 湯川れい子 （音楽評論家）                                                    |
| 11   | 2009年6月11日         | 2009年6月16日         | 2009年12月22日          | 吉澤ひとみ                                | 兵藤ゆき （タレント）                                                        |
| 12   | 2009年6月18日         | 2009年6月23日         | 2010年1月5日            | 吉澤ひとみ                                | 兵藤ゆき （タレント）                                                        |
| 13   | 2009年6月25日         | 2009年6月30日         | 2010年1月12日           | 矢島舞美 （℃-ute）                        | 堂本暁子 （前千葉県知事）                                                    |
| 14   | 2009年7月2日          | 2009年7月7日          | 2010年1月26日           | 矢島舞美 （℃-ute）                        | 堂本暁子 （前千葉県知事）                                                    |
| 15   | 2009年7月9日          | 2009年7月14日         | 2010年2月2日            | 田中れいな （モーニング娘。）             | セーラ・ロウエル （タレント）                                                |
| 16   | 2009年7月16日         | 2009年7月21日         | 2010年2月9日            | 田中れいな （モーニング娘。）             | セーラ・ロウエル （タレント）                                                |
| 17   | 2009年7月23日         | 2009年7月28日         | 2010年2月16日           | 夏焼雅・須藤茉麻 （Berryz工房）           | 今野由梨 （ダイヤル・サービス株式会社代表取締役社長）                        |
| 18   | 2009年7月30日         | 2009年8月4日          | 2010年2月23日           | 夏焼雅・須藤茉麻 （Berryz工房）           | 今野由梨 （ダイヤル・サービス株式会社代表取締役社長）                        |
| 19   | 2009年8月6日          | 2009年8月11日         | 2010年3月2日            | 中澤裕子                                  | 大河原愛子 （株式会社ジェーシー・コムサ会長）                                |
| 20   | 2009年8月13日         | 2009年8月18日         | 2010年3月9日            | 中澤裕子                                  | 大河原愛子 （株式会社ジェーシー・コムサ会長）                                |
| 21   | 2009年8月20日         | 2009年8月25日         | 2010年3月16日           | 小川麻琴                                  | 下村満子 （ジャーナリスト）                                                  |
| 22   | 2009年8月27日         | 2009年9月1日          | 2010年3月23日           | 小川麻琴                                  | 下村満子 （ジャーナリスト）                                                  |
| 23   | 2009年9月3日          | 2009年9月8日          | 2010年3月30日           | 里田まい （カントリー娘。）               | 家田荘子 （ノンフィクション作家）                                            |
| 24   | 2009年9月10日         | 2009年9月15日         | 2010年4月6日            | 里田まい （カントリー娘。）               | 家田荘子 （ノンフィクション作家）                                            |
| 25   | 2009年9月17日         | 2009年9月22日         | 2010年4月13日           | 飯田圭織                                  | 眞鍋圭子 （音楽プロデューサー）                                              |
| 26   | 2009年9月24日         | 2009年9月29日         | 2010年4月20日           | 飯田圭織                                  | 眞鍋圭子 （音楽プロデューサー）                                              |
| 27   | 2009年10月1日         | 2009年10月6日         | 2010年4月27日           | 清水佐紀・徳永千奈美 （Berryz工房）       | 桂由美 （ブライダルファッションデザイナー）                                  |
| 28   | 2009年10月8日         | 2009年10月13日        | 2010年5月4日            | 清水佐紀・徳永千奈美 （Berryz工房）       | 桂由美 （ブライダルファッションデザイナー）                                  |
| 29   | 2009年10月15日        | 2009年10月20日        | 2010年5月11日           | 亀井絵里 （モーニング娘。）               | 小山内美江子 （脚本家）                                                      |
| 30   | 2009年10月22日        | 2009年10月27日        | 2010年5月18日           | 亀井絵里 （モーニング娘。）               | 小山内美江子 （脚本家）                                                      |
| 31   | 2009年10月29日        | 2009年11月3日         | 2010年6月1日            | 新垣里沙 （モーニング娘。）               | 小林照子 （美・ファイン研究所）                                              |
| 32   | 2009年11月5日         | 2009年11月10日        | 2010年6月8日            | 新垣里沙 （モーニング娘。）               | 小林照子 （美・ファイン研究所）                                              |
| 33   | 2009年11月12日        | 2009年11月17日        | 2010年6月15日           | 道重さゆみ （モーニング娘。）             | 坂東眞理子 （昭和女子大学学長）                                              |
| 34   | 2009年11月19日        | 2009年11月24日        | 2010年6月22日           | 道重さゆみ （モーニング娘。）             | 坂東眞理子 （昭和女子大学学長）                                              |
| 35   | 2009年11月26日        | 2009年12月1日         | 2010年6月29日           | 柴田あゆみ （メロン記念日）               | 荒木由美子 （タレント）                                                      |
| 36   | 2009年12月3日         | 2009年12月8日         | 2010年7月6日            | 柴田あゆみ （メロン記念日）               | 荒木由美子 （タレント）                                                      |
| 37   | 2009年12月10日        | 2009年12月15日        | 2010年7月13日           | リンリン （モーニング娘。）               | アグネス・チャン （歌手）                                                    |
| 38   | 2009年12月17日        | 2009年12月22日        | 2010年7月20日           | リンリン （モーニング娘。）               | アグネス・チャン （歌手）                                                    |
| 39   | 2009年12月24日        | 2010年1月5日          | 2010年7月27日           | 総集編                                    | 総集編                                                                       |
| 40   | 2010年1月7日          | 2010年1月12日         | 2010年8月3日            | 総集編                                    | 総集編                                                                       |
| 41   | 2010年1月14日         | 2010年1月19日         | 2010年8月10日           | 保田圭                                    | 荻原博子 （経済ジャーナリスト）                                              |
| 42   | 2010年1月21日         | 2010年1月26日         | 2010年8月17日           | 保田圭                                    | 荻原博子 （経済ジャーナリスト）                                              |
| 43   | 2010年1月28日         | 2010年2月2日          | 2010年8月24日           | 矢口真里                                  | 夏木マリ （ディレクター、プレーヤー）                                        |
| 44   | 2010年2月4日          | 2010年2月9日          | 2010年8月31日           | 矢口真里                                  | 夏木マリ （ディレクター、プレーヤー）                                        |
| 45   | 2010年2月11日         | 2010年2月16日         | 2010年9月7日            | 光井愛佳・ジュンジュン （モーニング娘。） | 森公美子 （歌手、タレント）                                                  |
| 46   | 2010年2月18日         | 2010年2月23日         | 2010年9月14日           | 光井愛佳・ジュンジュン （モーニング娘。） | 森公美子 （歌手、タレント）                                                  |
| 47   | 2010年2月25日         | 2010年3月2日          | 2010年9月21日           | 辻希美                                    | 堀ちえみ （女優、タレント）                                                  |
| 48   | 2010年3月4日          | 2010年3月9日          | 2010年9月28日           | 辻希美                                    | 堀ちえみ （女優、タレント）                                                  |
| 49   | 2010年3月11日         | 2010年3月16日         | 2010年10月5日           | 安倍なつみ                                | 秋吉久美子 （女優）                                                          |
| 50   | 2010年3月18日         | 2010年3月23日         | 2010年10月12日          | 安倍なつみ                                | 秋吉久美子 （女優）                                                          |
| 51   | 2010年3月25日         | 2010年3月30日         | 2010年10月19日          | 総集編（最終回）                          | 総集編（最終回）                                                             |

- 2010年3月25日時点でのハロプロメンバーで見ると、モーニング娘。は8人全員、Berryz工房は7人中6人、℃-uteは5人中2人が出演している。

## ネット局と放送時間
| 放送対象地域 | 放送局               | 系列           | 放送期間                        | 放送日時           |
| ------------ | -------------------- | -------------- | ------------------------------- | ------------------ |
| 関東広域圏   | テレビ東京（制作局） | テレビ東京系列 | 2009年4月2日 - 2010年3月25日    | 木曜 25:00 - 25:30 |
| 大阪府       | テレビ大阪           | テレビ東京系列 | 2009年4月7日 - 2010年3月30日    | 火曜 25:00 - 25:30 |
| 北海道       | テレビ北海道         | テレビ東京系列 | 2009年10月13日 - 2010年10月19日 | 火曜 25:00 - 25:30 |

- 他のTXN系列3局並びにBSジャパンでは放送されなかった。また、TXN系列局のない大半の地域での番組販売によるネットも行われなかった。
- TXとTVOについては事実上『よろセン!』から引き継いでいた。TVhでは『ベリキュー!』→『よろセン!』をネットしていなかったが、『歌ドキッ! 〜ポップクラシックス〜』までのハロー!プロジェクトミニ番組は同時ネットしていた。

## エンディングテーマ

### 2009年
- 4月：℃-ute「Bye Bye Bye!」
- 5月：モーニング娘。「しょうがない 夢追い人」
- 6月：Berryz工房「青春バスガイド」
- 7月：真野恵里菜「世界は サマー・パーティ」
- 8月：モーニング娘。「なんちゃって恋愛」
- 9月：℃-ute「EVERYDAY 絶好調!!」
- 10月
  - 1日：真野恵里菜「この胸のときめきを」
  - 8日・15日・22日・29日：モーニング娘。「気まぐれプリンセス」
- 11月：Berryz工房「私の未来のだんな様」
- 12月：真野恵里菜「Love & Peace = パラダイス」

### 2010年
- 1月：℃-ute「SHOCK!」
- 2月：モーニング娘。「女が目立って なぜイケナイ」
- 3月：Berryz工房「雄叫びボーイ WAO!」

## その他
- この番組のオープニングテーマは、TXN系列局などで放送されている番組『neo sports』と同じものが流されていた。
- 2009年7月半ばから、ナビゲーターの生写真をハロー!プロジェクトオフィシャルショップで販売する様になった。同年10月 - 12月の一時期はベストショット投票も行われた。

## 後番組について
- テレビ東京の2010年春の番組改編により同年3月25日をもって終了し、4月1日からは後枠として『美女学』が放送されている。同月30日で終了したテレビ大阪も、テレビ東京より5日遅れの4月5日より『美女学』が放送開始された。

## スタッフ
- ナレーション：あまやゆか
- 企画：持田陽司、橋山厚志
- 構成：古川順一、出川真弘
- カメラ：田中秀幸、岩澤治
- 音声：佐々木裕也
- 照明：林本修一
- 音響効果：古川直樹（タルス）
- CG：キャニットG
- 編集：田山和俊
- MA：船木優
- 協力：エル・ブライトハウス、Can、キャトル、e-naスタジオ、アップフロントエージェンシー（現：アップフロントプロモーション）
- 演出補：松本ちひろ
- ディレクター：今村健二、並木哲也、鈴江こころ
- 演出：國弘明子
- プロデューサー：関光晴、新潟竜大、林はる佳、安田真弓
- 制作協力：安寿
- 製作：テレビ東京、テレビ東京ミュージック